# Vita di Tucidide
La Vita di Tucidide è un'opera del retore giustinianeo Marcellino.

## Contenuto
Nella redazione giuntaci si possono distinguere, oltre all'introduzione, tre parti.
La prima parte (paragrafi 2-45) è la più estesa e anche la più importante, di Marcellino, che avrebbe attinto parte del materiale ai Συμποσιακά di Didimo Calcentero. Dopo una breve introduzione in cui l'autore ritiene opportuno preporre che Tucidide va conosciuto anche a livello biografico per poterne apprezzare l'elocuzione (1), Marcellino passa a delineare l'ambiente familiare, con un lungo excursus sul suo antenato Milziade e sui legami di Tucidide con la Tracia, attraverso il padre Oloro (2-18). Si racconta, in seguito, dei suoi studi e del suo cursus honorum, troncato dalla sconfitta ad Amfipoli, che gli costò l'esilio (19-27). Una parentesi sugli omonimi dello storico interrompe la disamina (28-30), che riprende con le ipotesi sulle modalità della morte (31-34) e sul suo stile (35-42), seguite da una discussione sulla paternità del famoso VIII libro delle Storie (43-44).
Della seconda parte (45-53) sembra autore Cecilio di Calacte. Introdotta dalla menzione della morte (45), questa parte si sviluppa essenzialmente su questioni stilistiche e contenutistiche (46-53).
Della terza parte (54-58), brevissima e di carattere retorico-stilistico, si ritiene autore Zosimo di Ascalona, che nel VI secolo avrebbe riunito e ricollegato le tre parti.